# 살아있는 벽
살아있는 벽(크로아티아어: Živi zid 지비 지드, Zz)은 크로아티아의 대중주의, 유럽회의주의 정당이다. 사적 재산의 과도한 확대를 비판하면서 창당된 정당으로, 반자본주의, 사회민주주의 색체를 띄면서도 한편으로는 유럽회의주의와 경제적 민족주의를 주장하는 포괄적 정당이다. 살아있는 벽은 자신들을 좌파나 우파로 부르기 보다는 인간주의에 토대를 둔 포괄정당이라고 불러주는 것을 선호한다. 2014년 크로아티아 대통령 선거에서 이반 빌리보르 신치츠를 후보로 내세웠다. 2016년 총선에서 2석을, 선거 연합으로 4석을 획득했다. 2018년 12월에는 일시적으로 크로아티아 사회민주당의 지지율을 뛰어넘기도 하였다. 현재는 오성운동, 쿠키스15, 브렉시트당과 함께 자유와 직접 민주주의 유럽에 가입되어있다. 포괄정당으로는 분류되나 전문가들에게는 경제적, 사회적으로 봤을 때 중도에서 약간 좌파로 기운 것으로 나타났다.

## 당 강령
살아있는 벽이 밝힌 당의 강령 및 목표는 다음이 있다.
- 세금 감면
- 의료 복지 등 사회적 복지의 확충
- 민영화 폐지
- 미거주 토지 소유 불법화
- 크로아티아 농촌 회복
- 부패 공무원 축출
- 사법부와 국회의 철저한 개혁
- NATO 탈퇴, 군사적 중립 표방
- 팔레스타인 인정, 반 이스라엘 정책
- GMO 식품 금지
- 환경, 동물 보호
- 탈 기독교화와 세속화
- EU의 제국적 경제 탈피
- 마약 합법화
- 페미니즘 교육 확대
- 폐경수술 의무화 폐지